# (1259) Ógyalla
(1259) Ógyalla ist ein Asteroid des Hauptgürtels, der am 29. Januar 1933 vom deutschen Astronomen Karl Wilhelm Reinmuth in Heidelberg entdeckt wurde.
Der Asteroid gehört zur Themis-Familie, einer Gruppe von Asteroiden, die nach (24) Themis benannt wurde. Es handelt sich um einen typischen S-Asteroiden.
Ógyalla bezeichnet den Standort des Konkoly-Observatoriums in Ungarn, später auch Ógyalla-Observatorium genannt. 